# صالح بادمجی
صالح بادمجی (به ترکی استانبولی: Salih Bademci؛ زاده ۱۵ اوت ۱۹۸۴) هنرپیشه اهل ترکیه است.

## زندگی شخصی
صالح بادمجی متولد ۱۵ اوت سال ۱۹۸۴ در ازمیر است.
اوت در سال ۲۰۱۵ با ایمر اوزگان ازدواج کرد.

## فیلم‌شناسی
شهرت وی بخاطر بازی در سریال‌های زیر است:
- عروس استانبولی
- عشق اجاره‌ای
- روزی روزگاری
- کلوپ